# Cantiere navale di Sestri Ponente
Il cantiere navale di Sestri Ponente, sito nell'omonimo quartiere di Genova, è uno dei più importanti d'Italia, e di tutto il bacino del Mediterraneo, e vanta una lunga storia.

## Origini
Il primo cantiere navale di grandi dimensioni sulla spiaggia sestrese fu quello aperto nel 1815 dal maestro d'ascia Agostino Briasco che a metà del secolo diventerà il "Cantiere per le costruzioni navali in legno Fratelli Cadenaccio".
Nel frattempo, nel 1846, nasce anche il cantiere navale dei fratelli Westermann, nato inizialmente, ad opera dell'Ingegnere Giuseppe Westermann, come officina per la costruzione di macchine idrauliche ed acquistato poi da Nicolò Odero. Questo polo cantieristico faceva sì che alla metà del secolo si costruissero nei cantieri sestresi oltre cinquanta navi in legno all'anno.
Contemporaneamente si assisteva ad un grande sviluppo industriale nel ponente genovese.
Nel 1832 a Sampierdarena nasceva lo stabilimento meccanico Balleydier, primo grosso complesso industriale nato per l'iniziativa dei fratelli Joseph-Marie e Jean Balleydier, i quali crearono all'interno dello stesso stabilimento una fonderia ed un'officina meccanica. Tra le opere realizzate dallo stabilimento Balleydier sono da ricordare il ponte di ferro sul Bisagno e il ponte sospeso di Serravalle. Lo stabilimento Balleydier svolse la sua attività a Sampierdarena per 75 anni.
Nel 1846 con l'aiuto del governo piemontese nasceva a Sampierdarena lo stabilimento meccanico Taylor & Prandi per la produzione di materiali per la costruzione della ferrovia Torino-Genova, società fondata da Philip Taylor, ingegnere meccanico inglese, e Fortunato Prandi, uomo d'affari torinese. Lo stabilimento, passato allo stato nel 1852, venne rilevato nel 1853 per 810 000 lire dalla Società Giovanni Ansaldo e C., ed assunse la denominazione di "Stabilimento Meccanico", diventando il più importante del settore.

## Cantiere Ansaldo

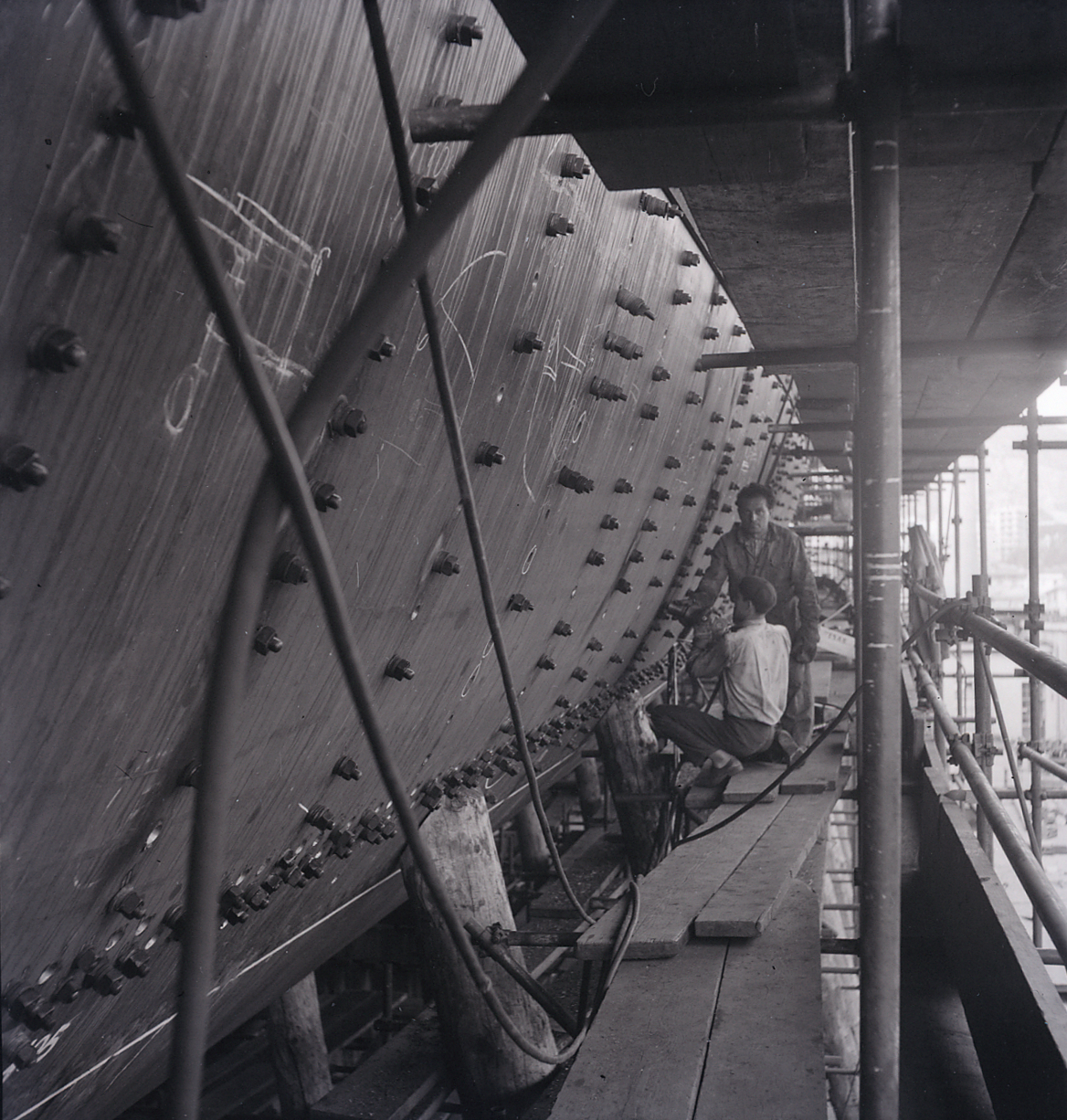
Operai al lavoro nel cantiere Ansaldo di Genova. Foto di Paolo Monti, 1965.

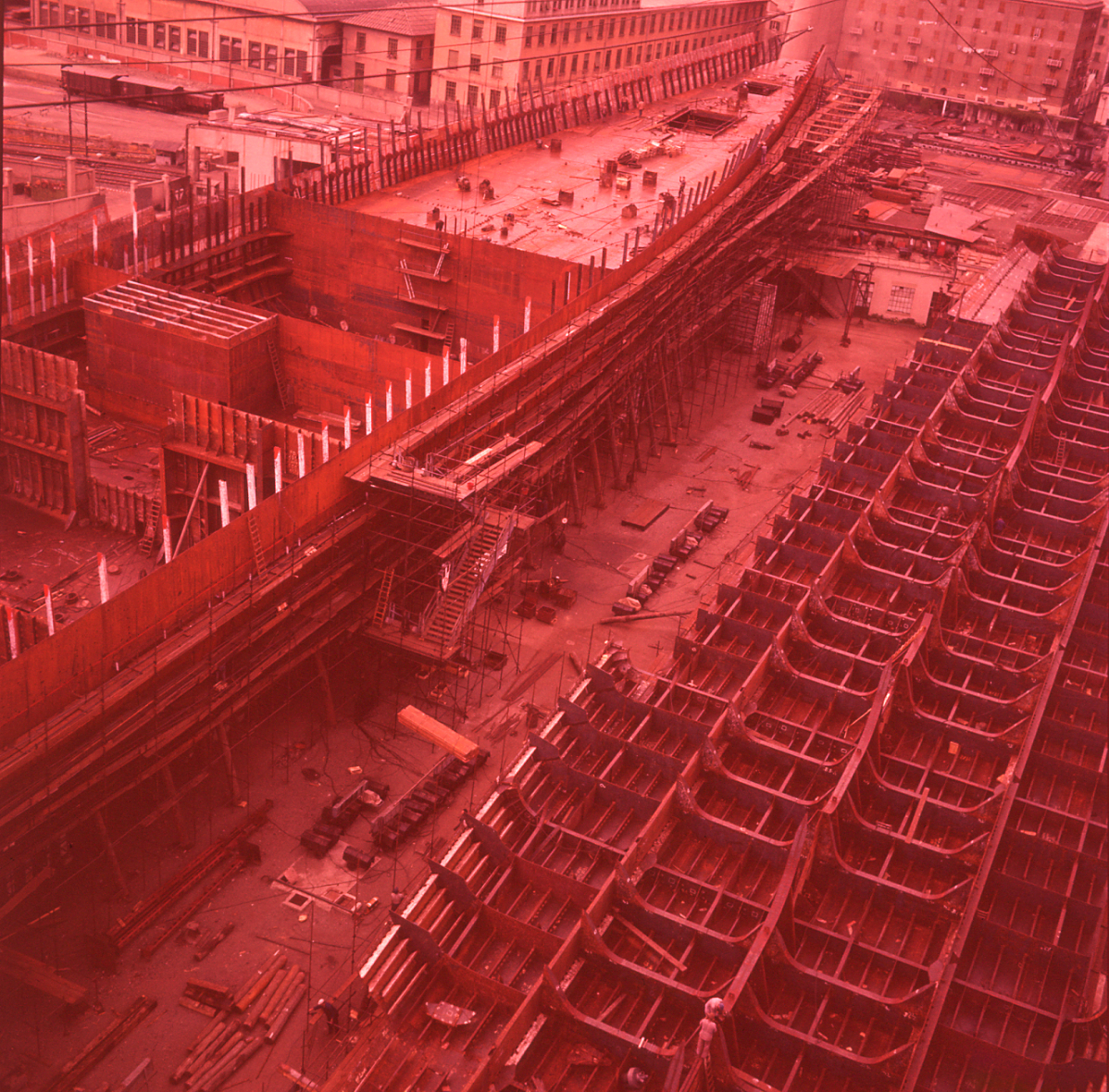
La costruzione di una nave nel cantiere Ansaldo di Genova. Foto di Paolo Monti, 1965

Nel 1860 il gruppo Ansaldo inizia la sua attività cantieristica con la realizzazione di due piccole cannoniere per la flottiglia del Garda, ma il salto di qualità si ha nel 1886 con l'acquisizione del cantiere Cadenaccio, dove era stato costruito il Cosmos, il più grande veliero in legno italiano, e trasferisce a Sestri Ponente il suo stabilimento meccanico inaugurando la stagione della navi a vapore con gli scafi in ferro. Inserita nella struttura del cantiere Ansaldo c'era anche l'Officina Allestimento Navi, sorta nella zona ampliata del porto per una scelta industriale precisa, quella di varare gli scafi nudi per poi allestire le navi in banchina, con una scelta innovativa che sgomberava rapidamente gli scali che restavano così a disposizione delle nuove costruzioni. All'inizio del secolo con l'ingresso di Ferdinando Maria Perrone nel consiglio d'amministrazione la fabbrica venne orientata alla produzione militare e nel 1903 l'Ansaldo si accordò con la W. G. Armstrong Whitworth & C. Ltd., proprietaria dello stabilimento di artiglieria di Pozzuoli, dando vita alla Società Gio Ansaldo Armstrong & Co., un complesso industriale con una capacità di impiego di 16.000 operai. Perrone nel 1884 si era trasferito in Argentina dove si era affermato come imprenditore e aveva svolto il ruolo di rappresentante dell'Ansaldo, per la quale nel 1895 aveva venduto l'incrociatore corazzato "Garibaldi" alla Armada Argentina.
Nel 1912 l'accordo stipulato con la Armstrong venne sciolto e l'Ansaldo riassunse la precedente ragione sociale.
Tra le realizzazioni di quel periodo la costruzione di alcuni incrociatori corazzati della classe Garibaldi e della corazzata Giulio Cesare.

## Cantieri Odero
Dalla parte opposta di Genova, alla foce del Bisagno, i fratelli Orlando iniziano la loro attività cantieristica con la gestione dell'arsenale di Genova, di cui Luigi Orlando, uno dei fratelli, era stato direttore. Gli Orlando erano quattro fratelli originari della Sicilia, già proprietari di un'industria meccanica di Palermo, che per motivi politici avevano abbandonato la loro isola. I fratelli Orlando vararono il primo piroscafo genovese, il Sicilia, così chiamato chiaramente in omaggio all'isola di origine. Successivamente gli Orlando trasferirono a Livorno le loro attività. Ai fratelli Orlando subentrò, nel 1880, Enrico Cravero che prese in affitto dal Comune il vecchio cantiere della Foce e nel giro di pochi anni trasformò il vecchio Arsenale di Genova in un moderno complesso industriale-
Intanto a Sestri Ponente veniva potenziato da Nicolò Odero il cantiere già appartenuto ai Westermann.
Nel 1890 Attilio Odero rilevò da Enrico Cravero il Cantiere della Foce, unificandone l'attività con quello di Sestri Ponente.
L'attività dei cantieri navali Odero si legò soprattutto a compagnie come Navigazione Generale Italiana con la costruzione di navi passeggeri, mentre quella dell'Ansaldo restò legata a commesse militari statali, tanto che nel 1871, proprio alla vigilia dell'estensione della rete ferroviaria, aveva cessato la produzione di locomotive per dedicarsi alle forniture militari. I cantieri Odero furono inoltre impegnati nella fornitura di piroscafi a ruota per la navigazione lacustre, specie la Società Lariana. Due di queste navi (il Patria e il Concordia, 1926) sono tuttora in servizio sul lago di Como, tra gli unici esemplari rimasti al mondo di battelli a vapore con macchina del tipo Arturo Caprotti.
Alla fine del 1924, la Società Odero e C. di Genova che gestiva il cantiere della Foce fu incorporata dalla Società in Accomandita Odero fu Alessandro e C. di Genova Sestri e, nel 1926, la nuova Società si trasformò nella Cantieri Navali Odero S.p.A. con un capitale di 40 milioni di lire.

## Tra le due guerre

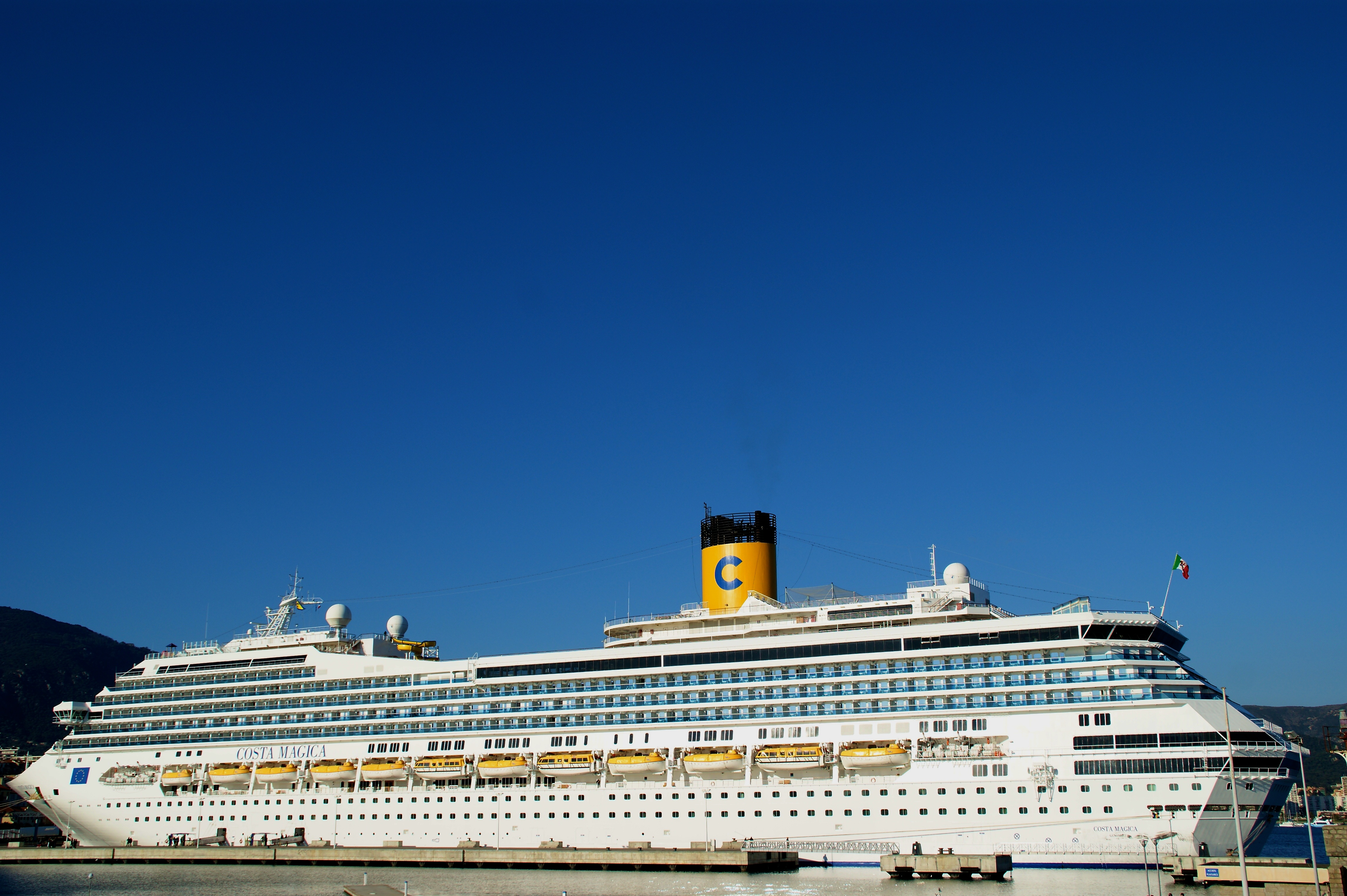
Costa Magica ad Ajaccio.

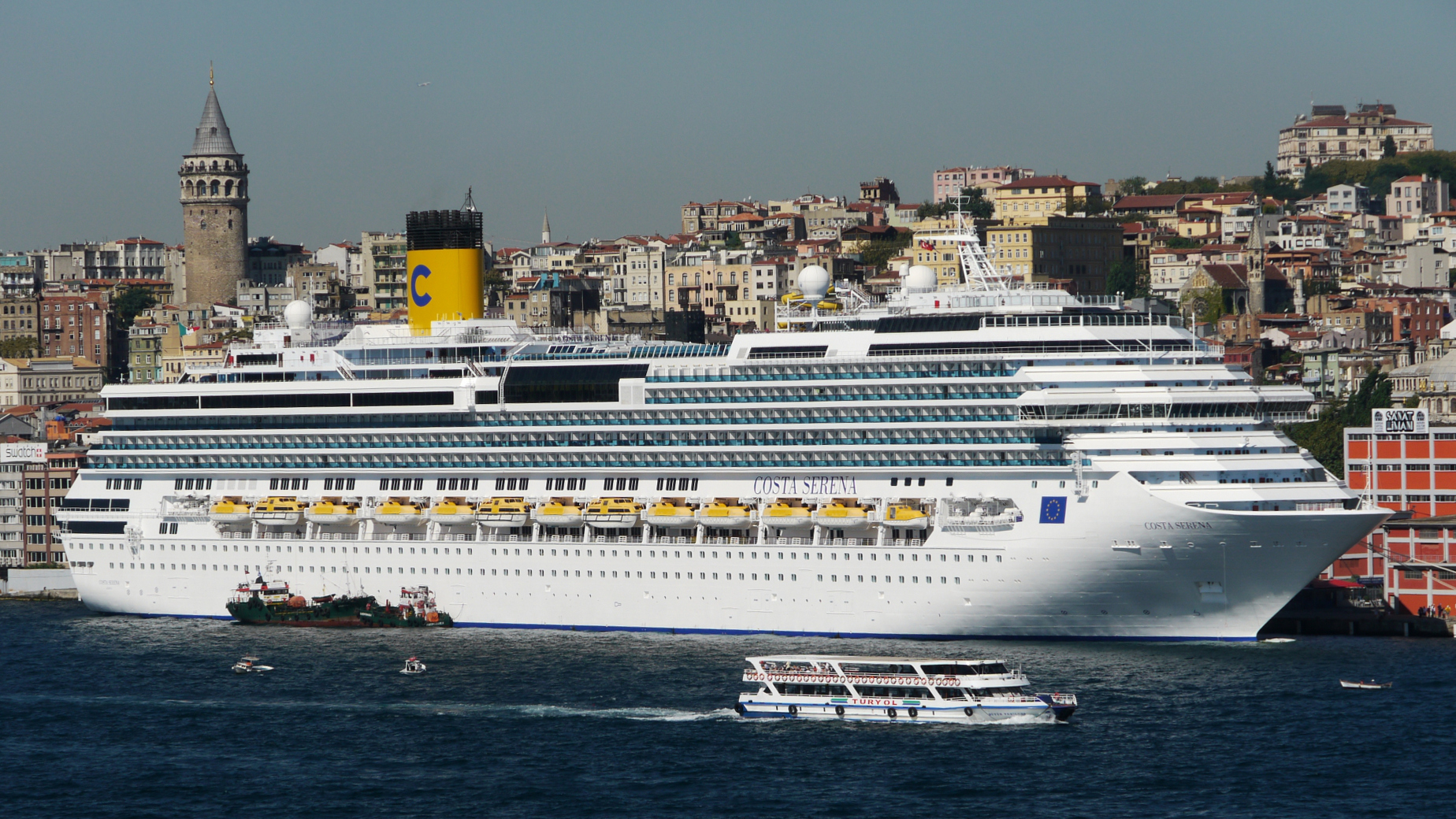
Costa Serena a Istanbul.

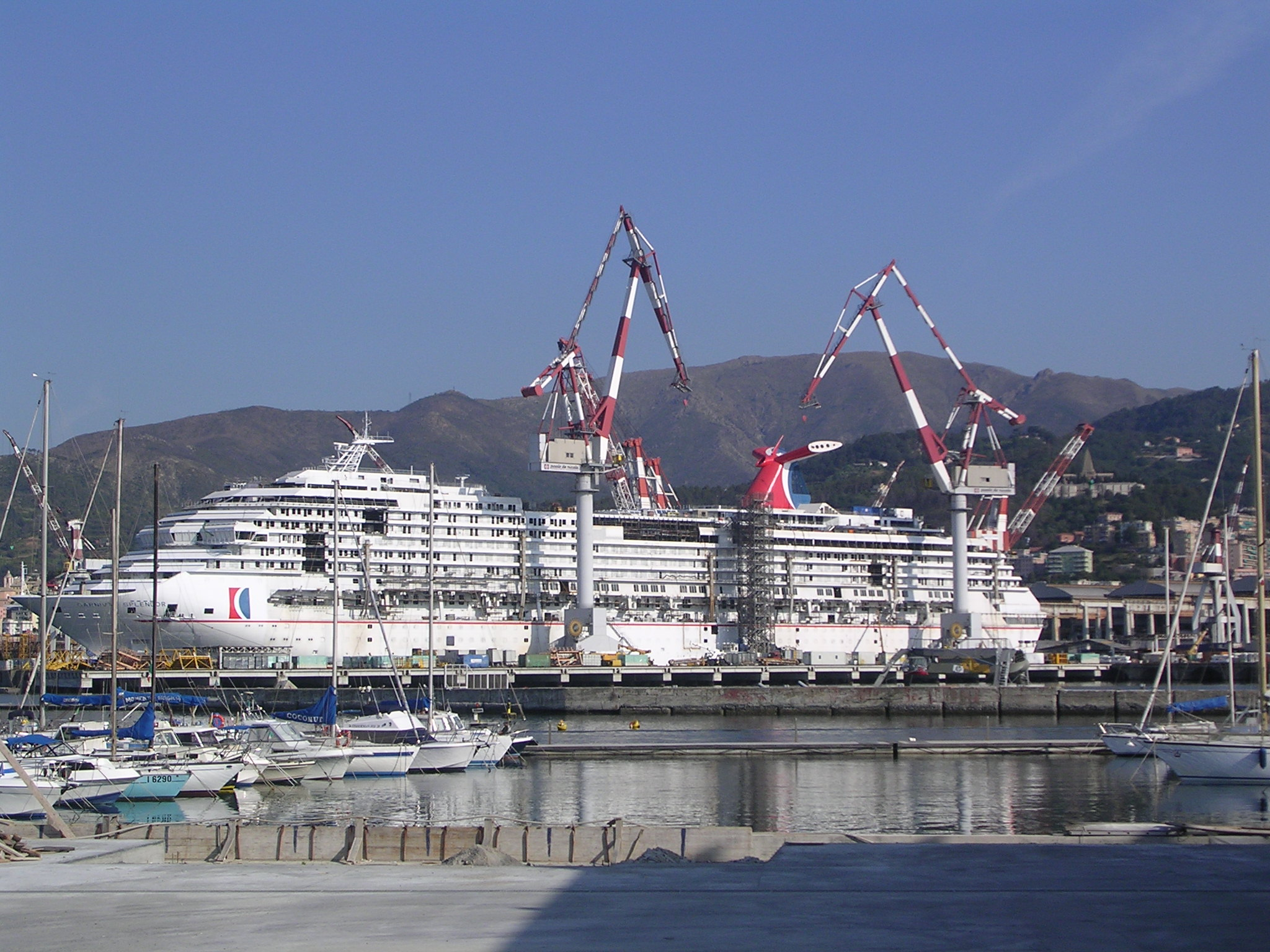
Carnival Splendor in costruzione.

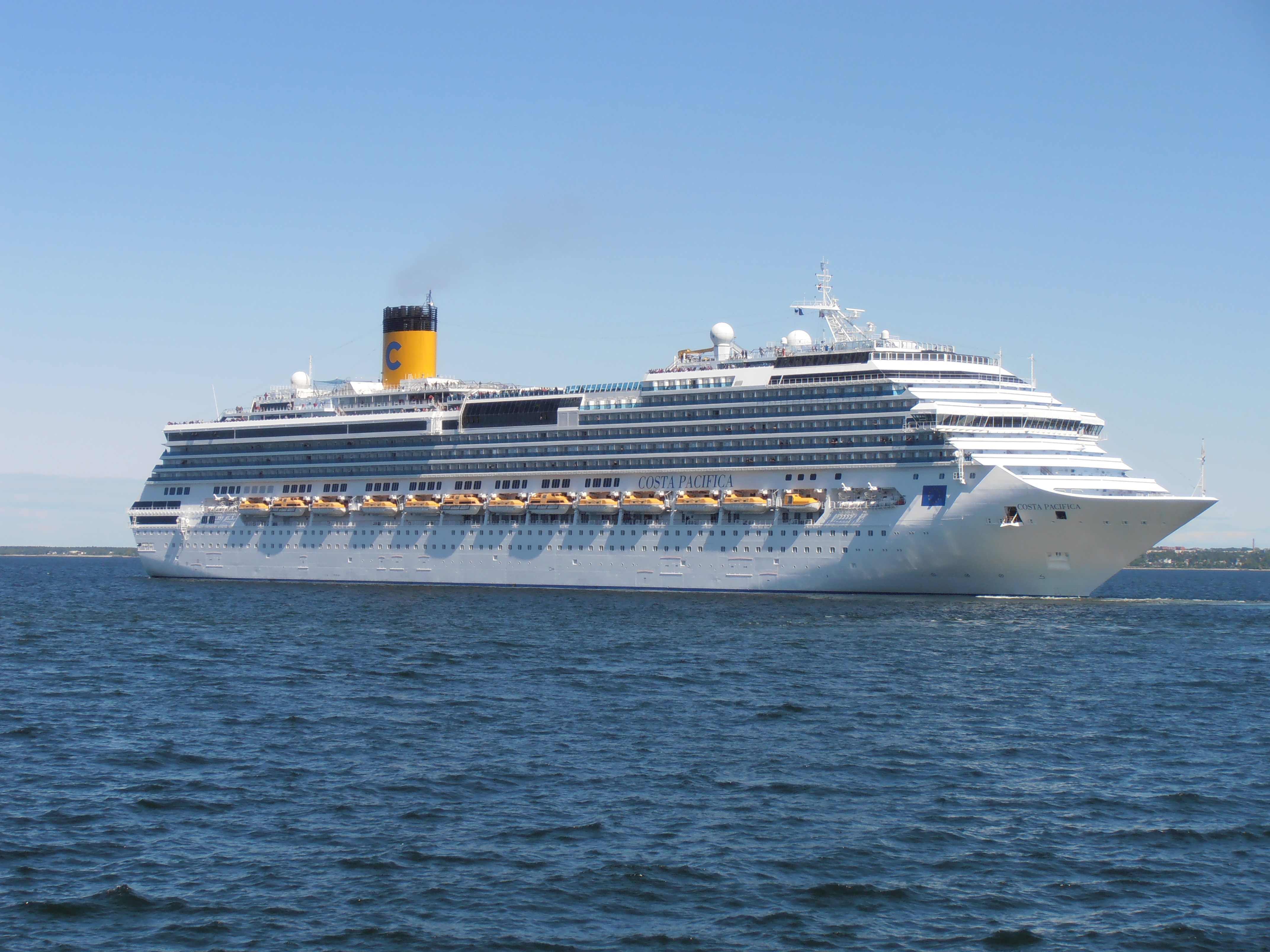
Costa Pacifica in navigazione.

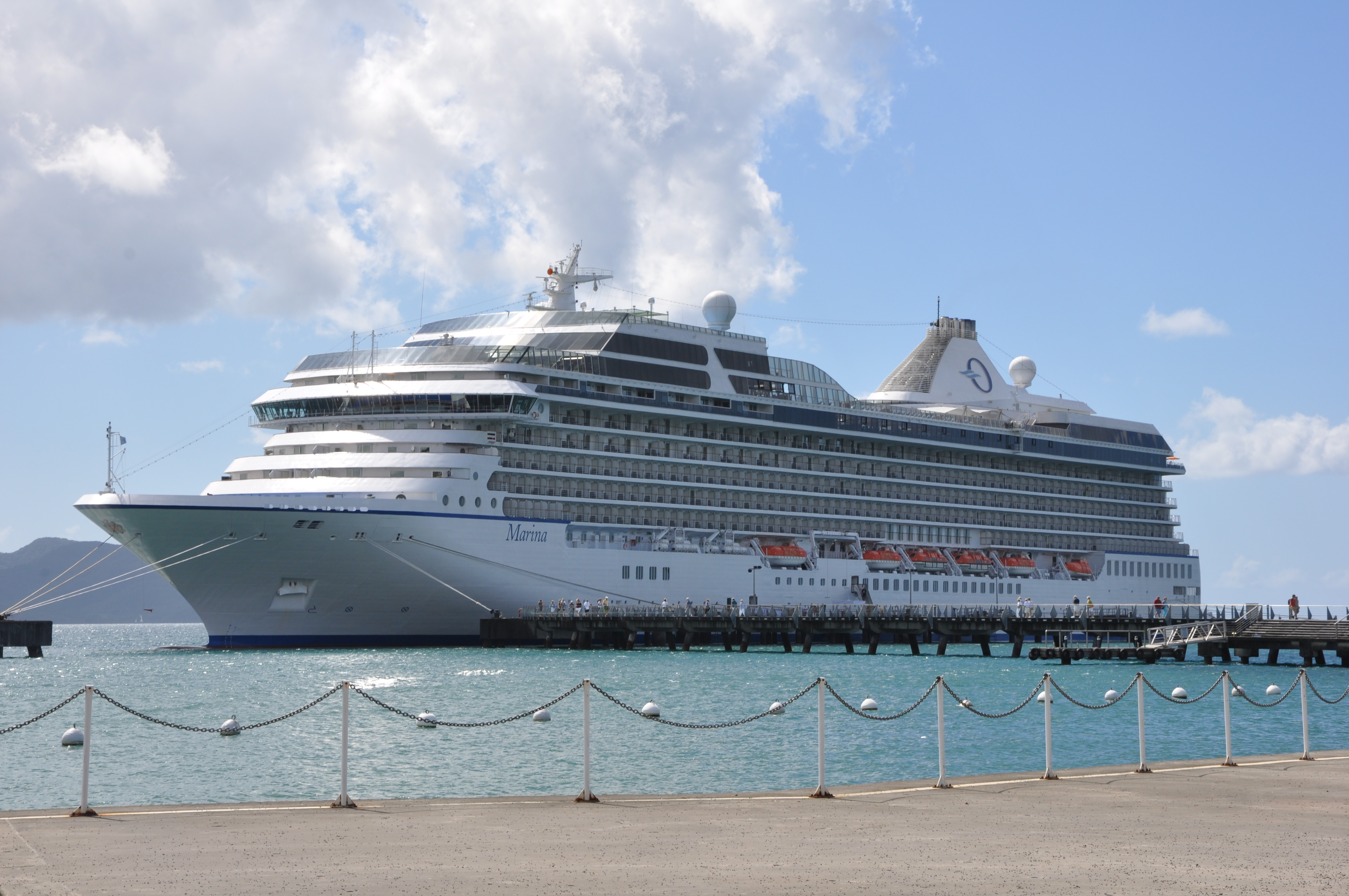
La Marina.

Negli anni successivi al primo conflitto mondiale, a causa della ristrutturazione della città di Genova venne soppresso il cantiere della Foce, dove l'ultima unità ad essere varata fu l'incrociatore argentino Almirante Brown e portò alla chiusura anche del cantiere Odero di Sestri, la cui chiusura permise l'allargamento dello Stabilimento Tecnico Navale Ansaldo.
Nel 1933, insieme alla maggior parte della cantieristica navale italiana il cantiere entra a far parte nel nascente Istituto per la Ricostruzione Industriale (IRI) che lo rilancerà, tanto che alla vigilia della seconda guerra mondiale arriverà a contare circa 36000 dipendenti.

## Dal secondo dopoguerra ai nostri giorni
Nel dopoguerra tra l'impresa cantieristica e le maestranze lo scontro è molto duro, tanto da arrivare, nel 1950, ad un periodo di autogestione del cantiere da parte dei lavoratori, durante il quale ultimano la motocisterna Volere e impostano la costruzione di una turbonave.
A partire dagli anni cinquanta la ripresa, con la realizzazione dei transatlantici Andrea Doria, Cristoforo Colombo, Leonardo da Vinci e Michelangelo.
Nel 1966 il cantiere venne scorporato dall'Ansaldo e fuso, insieme i cantieri navali di Monfalcone e quelli di Castellammare di Stabia, nell'Italcantieri, controllata dalla Fincantieri che assorbirà infine la società nel 1984.
Durante la sua secolare vita, il cantiere sestrese ha costruito alcune tra le più belle ed innovative navi al mondo, sia militari che mercantili.
Negli anni 1970, dopo la fine dell'era dei transatlantici il Cantiere navale di Sestri Ponente si ricicla nella costruzione di rinfusiere, portacontainer, petroliere, gasiere, piattaforme petrolifere e traghetti.
Dal 2001 è specializzato nella costruzione di navi da crociera, con una grossa commessa da parte della Costa Crociere.
Il 23 maggio 2011 la Fincantieri presenta il nuovo piano industriale che prevede la chiusura definitiva dello storico cantiere. Ciò scatena la dura reazione delle maestranze e dell'intera città che porta la società ad una repentina retromarcia ma non alla garanzia di lavoro per il cantiere.
Il 2 maggio 2012 viene consegnata, con quasi due mesi di ritardo a causa degli scioperi e delle manifestazioni, l'ultima nave da crociera, la Riviera, e rimanendo come unica commessa una nave semisommergibile per il trasporto di blocchi e sezioni di navi il cantiere entra in crisi con le maestranze e la città che continuano la lotta contro la chiusura.
Il 15 luglio 2014, con il taglio della prima lamiera della nuova nave, la Seven Seas Explorer della compagnia croceristica Regent Seven Seas Cruises, la cui consegna è prevista per l'estate del 2016, il cantiere esce della crisi.
Il 23 luglio 2015 il cantiere ritorna agli antichi splendori con l'inizio della costruzione di una nuova nave da crociera extra-lusso, la Silver Muse che, una volta terminata, sarà la nuova ammiraglia della Silversea Cruises.

## Navi

### Principali realizzazioni
| Nome                  | Immagine | Anno varo | Tipo di costruzione             | Società                                      | Note           |
| --------------------- | -------- | --------- | ------------------------------- | -------------------------------------------- | -------------- |
| Giuseppe Garibaldi    |          | 1899      | Incrociatore corazzato          | Regia Marina                                 |                |
| Giulio Cesare         |          | 1914      | Corazzata                       | Regia Marina                                 |                |
| Duilio                |          | 1913      | Corazzata                       | Regia Marina                                 |                |
| Roma                  |          | 1926      | Transatlantico                  | Navigazione Generale Italiana                |                |
| Rex                   |          | 1932      | Transatlantico                  | Navigazione Generale Italiana                |                |
| Raimondo Montecuccoli |          | 1934      | Incrociatore                    | Regia Marina                                 |                |
| Eugenio di Savoia     |          | 1935      | Incrociatore                    | Regia Marina                                 |                |
| Rapallo               |          | 1938      | Rimorchiatore                   |                                              |                |
| Littorio              |          | 1940      | Corazzata                       | Regia Marina                                 |                |
| Impero                |          | 1940      | Corazzata                       | Regia Marina                                 | (mai ultimata) |
| Panuco                |          | 1941      | Petroliera                      | Compagnia Petrolifera Messicana              |                |
| Pazarica              |          | 1941      | Petroliera                      | Compagnia Petrolifera Messicana              |                |
| Minatitlan            |          | 1941      | Petroliera                      | Compagnia Petrolifera Messicana              |                |
| Agostino Bertani      |          | 1942      | Motonave                        |                                              |                |
| Alleanza              |          | 1945      | Motocisterna per trasporto vino |                                              |                |
| Lupa                  |          | 1946      | Motocisterna per trasporto vino |                                              |                |
| Papà Buonaiuto        |          | 1946      | Motocisterna per trasporto vino |                                              |                |
| Prà                   |          | 1946      | Motocisterna                    |                                              |                |
| Unione P.             |          | 1946      | Motocisterna per trasporto vino |                                              |                |
| Sebastiano Caboto     |          | 1947      | Motonave                        |                                              |                |
| Ugolino Vivaldi       |          | 1947      | Motonave                        |                                              |                |
| Ferndale              |          | 1948      | Motonave                        |                                              |                |
| Marco Polo            |          | 1948      | Motonave                        |                                              |                |
| Fernside              |          | 1949      | Motonave                        |                                              |                |
| Antoniotto Usodimare  |          | 1949      | Motonave                        |                                              |                |
| Amerigo Vespucci      |          | 1949      | Motonave                        |                                              |                |
| Andrea Doria          |          | 1951      | Transatlantico                  | Italia di Navigazione                        |                |
| Italmotor             |          | 1953      | Motocisterna                    |                                              |                |
| Tenacia               |          | 1953      | Motocisterna                    |                                              |                |
| Cristoforo Colombo    |          | 1954      | Transatlantico                  | Italia di Navigazione                        |                |
| Giuseppe Giulietti    |          | 1954      | Petroliera                      | Garibaldi Società di Navigazione             |                |
| Miraflores            |          | 1956      | Petroliera                      | Navimar Lugano per Miraflores Panama         |                |
| Agrigentum            |          | 1957      | Turbocisterna/bulk carrier      | Compagnia Trasporto Petroli S.p.A.           |                |
| Aretusa               |          | 1957      | Turbocisterna                   | Aretusa S.p.A. di Navigazione                |                |
| Gripsholm             |          | 1957      | Motonave passeggeri             | Svenska Amerika Linien                       |                |
| Federico C.           |          | 1958      | Transatlantico                  | Costa Armatori                               |                |
| Rio Cantarena         |          | 1958      | Rimorchiatore                   |                                              |                |
| Sicilmotor            |          | 1958      | Motocisterna                    |                                              |                |
| British Light         |          | 1959      | Turbocisterna                   |                                              |                |
| Rio Molinassi         |          | 1959      | Rimorchiatore                   |                                              |                |
| Ginevra Fassio        |          | 1959      | Turbocisterna                   |                                              |                |
| Alberto Bennati       |          | 1960      | Turbocisterna                   | Cosarma-Compagnia Sicula di Armamento S.p.A. |                |
| Egeria                |          | 1960      | Turbocisterna                   |                                              |                |
| Leonardo da Vinci     |          | 1960      | Transatlantico                  | Italia di Navigazione                        |                |
| Maria Adelaide        |          | 1960      | Turbocisterna                   |                                              |                |
| Nando Fassio          |          | 1960      | Motonave                        |                                              |                |
| Bonassola             |          | 1961      | Motonave                        |                                              |                |
| British Signal        |          | 1961      | Turbocisterna                   |                                              |                |
| Ercole                |          | 1961      | Turbocisterna                   |                                              |                |
| Luisa                 |          | 1961      | Turbocisterna                   |                                              |                |
| Silverspring          |          | 1961      | Turbocisterna                   |                                              |                |
| Gemini                |          | 1962      | Motonave da carico (minerali)   | Sidermar                                     |                |
| West River            |          | 1962      | Motonave                        |                                              |                |
| Amalfi                |          | 1963      | Motonave                        |                                              |                |
| Giordano Bruno        |          | 1963      | Turbocisterna                   | Sudoimport Mosca                             |                |
| Fedor Poletaev        |          | 1963      | Turbocisterna                   | Sudoimport Mosca                             |                |
| Leonardo Da Vinci     |          | 1963      | Turbocisterna                   | Sudoimport Mosca                             |                |
| Mare Italico          |          | 1963      | Motonave frigorifera            | Oriens, Società di Navigazione p.A           |                |
| Mare Somalo           |          | 1963      | Motonave frigorifera            | Oriens, Società di Navigazione p.A           |                |
| Marigola              |          | 1964      | Motonave da carico              | Carbonavi, Società di Navigazione            |                |
| Carlotta F.           |          | 1965      | Motonave da carico (minerali)   | FER-MAR                                      |                |
| Eleonora F.           |          | 1965      | Motonave da carico (minerali)   | FER-MAR                                      |                |
| Michelangelo          |          | 1965      | Transatlantico                  | Italia di Navigazione                        |                |

- Raphael (1965) Motocisterna, Sudoimport Mosca
- Mare Placido (1966) Motonave da carico (minerali), Fratelli D'Amico
- Mare Sereno (1966) Motonave da carico (minerali), Fratelli D'Amico
- Santa Anna Prima (1966) Motocisterna, Armatrice Santa Cristina
- Santa Augusta (1966) Motocisterna, Armatrice Santa Cristina
- Trelance (1966) Motocisterna, Transmarittima Sarda
- Anna Bibolini (1967) Motonave da carico (minerali), Bibolini, Società di Navigazione
- Petrolsade (1967) Motocisterna, Sademar-Veneziana di Armamento
- Santagata (1967) Motonave da carico (minerali), Nereide-S.p.A. di Navigazione
- Sorrento (1967) Motonave da carico (minerali), Egeria-Soc. di Navigazione p.A.
- Andrea Leopoldo (1968) Motocisterna, Europa-Soc. Generale d'Armamento
- Claudio R. (1968) Motocisterna, Europa-Soc. Generale d'Armamento
- Esso Brega (1969) Turbocisterna, Prora Trasporti, S.p.A.
- Esso Portovenere (1969) Turbocisterna, Prora Trasporti, S.p.A.
- Pleiades (1969) Motonave da carico (minerali), Sidermar, S.p.A.
- Vela (1969) Motonave da carico (minerali), Sidermar, S.p.A.
- Esso Liguria (1970) Turbocisterna, Prora Trasporti, S.p.A.
- Gazzella (1970) Motonave da carico, Aretusa, S.p.A. di Navigazione
- Tigre (1970) Motonave da carico, Aretusa, S.p.A. di Navigazione
- Annalisa Lolli Ghetti (1971) Motocisterna, Oilnavi, S.p.A. di Navigazione
- Masano (1971) Turbocisterna, Messana, S.p.A. di Navigazione
- Taeping (1971) Nave portacontainer, Orient Overseas Container Line (OOCL)
- Taeho (1971) Nave portacontainer, Orient Overseas Container Line (OOCL)
- Zim Haifa (1971) Nave portacontainer, ZIM Israel Navigation
- Brasilia (1972) Turbocisterna, Pluto, S.p.A. di Navigazione
- Zim New York (1972) Nave portacontainer, ZIM Israel Navigation
- Zim Tokyo (1972) Nave portacontainer, ZIM Israel Navigation
- Zim Genova (1972) Nave portacontainer, ZIM Israel Navigation
- Aretusa (1973) Turbonave trasporto minerali rinfusa o cisterna, Aretusa, S.p.A. di navigazione
- Elios (1973) Turbocisterna/bulk carrier, Elios, S.p.A. di Navigazione
- Nipponica (1973) Nave portacontainer, Lloyd Triestino
- Transoceanica Mario (1973) Turbonave trasporto minerali rinfusa o cisterna, Tanker Internazionale, Società di Navigazione
- Mediterranea (1974) Turbonave portacontainer, Lloyd Triestino
- Americana (1974) Nave portacontainer, Italia Navigazione
- Italmare (1974) Motonave porta rinfuse
- Agip La Spezia (1975) Nave cisterna SNAM
- Agip Monfalcone (1976) Nave cisterna SNAM
- Italica (1975) Nave portacontainer, Italia Navigazione
- Africa (1977) Nave portacontainer, Lloyd Triestino
- Ursa Major (1977) Motonave da carico (minerali), Sidermar, S.p.A.
- Langeberg (1977) Nave portacontainer, Safmarine
- Capricornus (1978) Motonave da carico (minerali), Sidermar, S.p.A
- Europa (1978) Nave portacontainer, Lloyd Triestino
- Staffetta Ligure (1979) Ro-Ro Cargo Ship, Tirrenia di Navigazione
- Staffetta Jonica (1980) Ro-Ro Cargo Ship, Tirrenia di Navigazione
- Apulia (1981) Ro-Ro Cargo Ship, Lloyd Triestino
- Serafino Ferruzzi (1981) Motonave porta rinfuse, Fermar
- Clodia (1980) traghetto Ro-Ro, Tirrenia di Navigazione
- Agip Napoli (1982) M/cisterna SNAM
- Agip Palermo (1983) M/cisterna SNAM
- Scarabeo 5 (1990) Piattaforma semisommergibile, SNAM
- Spirit of Columbus (1992) Piattaforma semisommergibile
- Isola Verde (1993) M/cisterna, Finaval
- Carlotta (1994) M/cisterna, Fermar
- Solaro (1996) LPG Tankers, Carboflotta
- LNG Portovenere (1997) Gasiera, SNAM
- LNG Lerici (1998) Gasiera, SNAM
- Repubblica del Brasile (1998) multipurpose Ro/Ro, Gruppo Grimaldi
- Repubblica Argentina (1998) multipurpose Ro/Ro, Gruppo Grimaldi
- Marigola (1999) LPG Tankers, Carboflotta
- Pertusola (1999) LPG Tankers, Carboflotta
- Excelsior (1999) traghetto Ro-Ro, Grandi Navi Veloci
- Festos Palace (2000) traghetto Ro-Ro, Minoan Lines
- Knossos Palace (2000) traghetto Ro-Ro, Minoan Lines
- Olympia Palace (2001) traghetto Ro-Ro, Minoan Lines
- Europa Palace (2002) traghetto Ro-Ro, Minoan Lines
- Costa Fortuna (2003), nave da crociera, Costa Crociere
- Costa Magica (2004), nave da crociera, Costa Crociere
- Costa Concordia (2006), nave da crociera, Costa Crociere
- Costa Serena (2007), nave da crociera, Costa Crociere
- Carnival Splendor (2008), nave da crociera, Carnival
- Costa Pacifica (2009), nave da crociera, Costa Crociere
- Marina (2010), nave da crociera, Oceania Cruises
- A 57 Shakti (2011), rifornitore di squadra, Marina Militare Indiana
- Riviera (consegnata il 2 maggio 2012), nave da crociera, Oceania Cruises
- Seven Seas Explorer (2016), nave da crociera, Regent Seven Seas Cruises
- Silver Muse (2017), nave da crociera, Silversea Cruises
- Seabourn Ovation (2018), nave da crociera, Seabourn
- Scarlet Lady (2020), nave da crociera, Virgin Voyages
- Valiant Lady (2021), nave da crociera, Virgin Voyages